# ماري ألارد
ماري ألارد (بالفرنسية: Marie Allard)‏ (و. 1742 – 1802 م) هي ممثلة، وراقصة باليه، من فرنسا، ولدت في مارسيليا، توفيت في باريس، عن عمر يناهز 60 عاماً.